# Joss Christensen
Joss Christensen, född den 20 december 1991, är en amerikansk freestyleåkare.
Han tog OS-guld i herrarnas slopestyle i samband med de olympiska freestyletävlingarna 2014 i Sotji.